# Stortjärnen (Tännäs socken, Härjedalen, 693027-134965)
Stortjärnen är en sjö i Härjedalens kommun i Härjedalen och ingår i Ljusnans huvudavrinningsområde. Sjön har en area på 0,169 kvadratkilometer och ligger 799,5 meter över havet.

## Delavrinningsområde
Stortjärnen ingår i det delavrinningsområde (693016-135007) som SMHI kallar för Mynnar i Stortjärnen. Medelhöjden är 816 meter över havet och ytan är 0,67 kvadratkilometer. Det finns inga avrinningsområden uppströms utan avrinningsområdet är högsta punkten. Vattendraget som avvattnar avrinningsområdet har biflödesordning 2, vilket innebär att vattnet flödar genom totalt 2 vattendrag innan det når havet efter 374 kilometer. Avrinningsområdet består mestadels av skog (75 procent). Avrinningsområdet har 0,17 kvadratkilometer vattenytor vilket ger det en sjöprocent på 25,4 procent.